# Epigramas (Marcial)
Los Epigramas (en latín, Epigrammata o Epigrammaton libri XIV) es la principal obra del poeta latino Marco Valerio Marcial (40 d. C. – 104). Es una colección de quince libros: el Epigrammaton Liber o Liber Spectaculorum, y los catorce designados Epigrammaton. Los dos últimos libros se titulan Xenia y Apophoreta llevando título cada composición.
Se trata de poemas breves dentro del género epigrama. Estos poemas fueron compuestos entre los años 85 y 98, a excepción de los recogidos en el Libro XII, que datan de alrededor del 102, tras su regreso a su ciudad natal, Bilbilis.
La obra conoció muchas imitaciones.

## Composición de la obra
Marcial lleva a su apogeo el género del epigrama, ejemplificado en griego por poetas como Meleagro de Gadara (en el siglo II a. C.) e introducido en la literatura latina por Catulo.
Los quince libros de los Epigramas recopilan unas 1200 composiciones, breves, a veces muy breves, de tan sólo dos versos; es raro que pasen de los 15 a 20 versos; la más larga (III, 58) abarca 51 versos. El reparto entre los libros es equilibrado: cada libro comprende entre 82 y 108 composiciones.
La métrica implementada por Marcial es variada y sabe jugar perfectamente con la variedad de ritmos y ponerlos en armonía con el tema que está tratando. De los ocho metros que usa, tres dominan : el pareado elegíaco (con diferencia el más frecuente, supone casi las cuatro quintas partes del total), el endecasílabo falciano y distintas variantes del trímetro yámbico.
Cinco libros (I, II, VIII, IX, XII) van precedidos de prefacios o cartas-prefacios en prosa.
Ciertos manuscritos y numerosas ediciones combinan los doce libros de los Epigramas con otras obras de Marcial que no forman parte estrictamente de la colección. Es el Liber spectaculorum, primera obra del autor y como tal colocado a la cabeza de la Xenia y la Apophoreta, a veces considerado como libro XIII y libro XIV. No se trata de epigramas, pero estas piezas pueden aproximarse por la forma breve ya veces por la presencia de agudezas.

## Datación de los libros.
Los primeros once libros fueron compuestos en Roma o en Italia entre el 85 y el 98 (fecha del regreso de Marcial a España), a razón de un libro por año. El Libro XII fue escrito en Hispania, en Bilbilis, en 101-102, pero ciertamente incorpora piezas anteriores.

## Manuscritos y ediciones

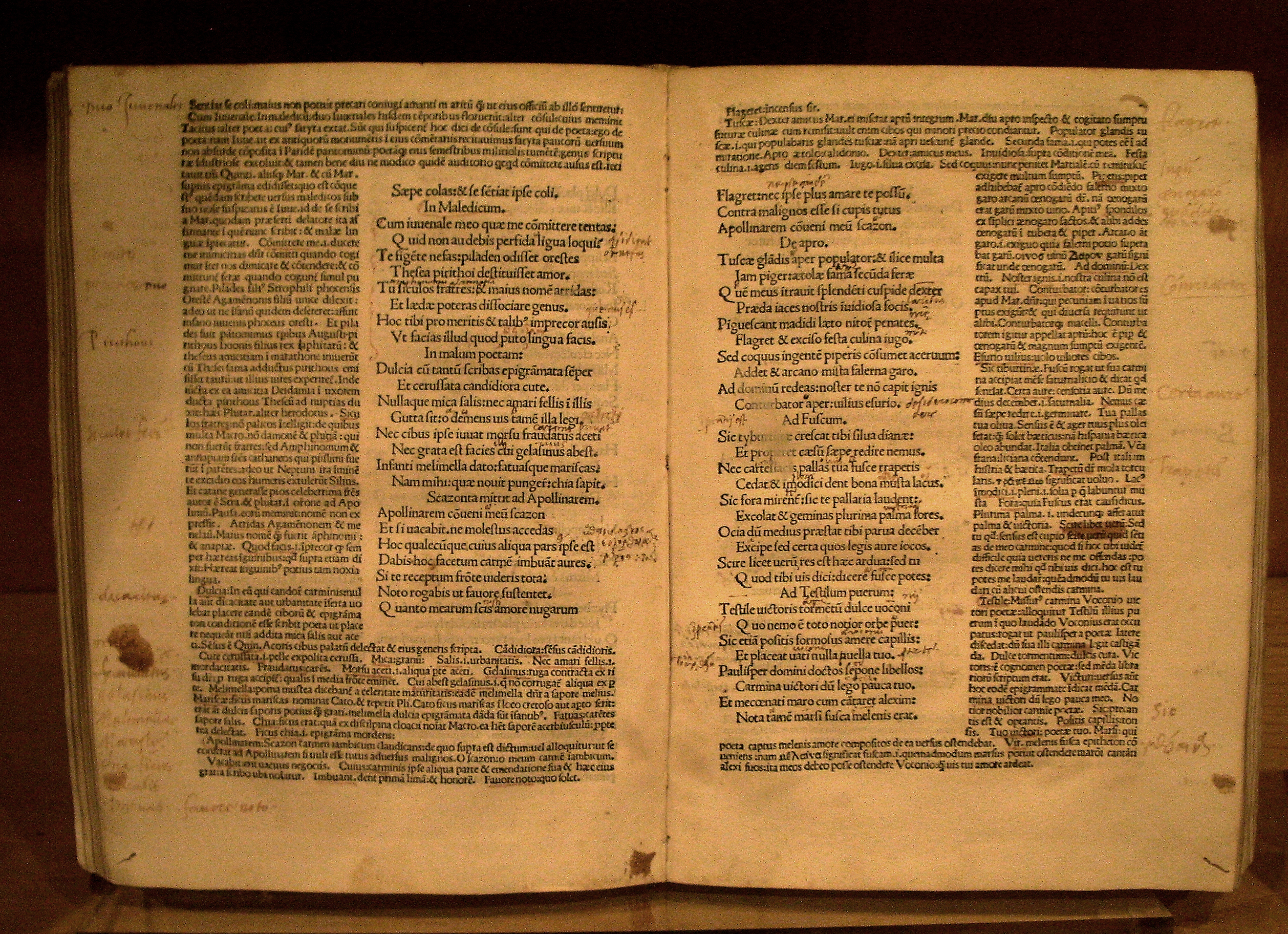
Edición de Udalricus Scinzenzeler, Milán, 1490.

Hay tres familias de manuscritos:uno de ellos, el único que da el Liber spectaculorum, contiene solo una selección de los epigramas, pero a menudo proporciona las mejores lecciones ; su particularidad es sustituir los términos más atrevidos por términos equivalentes pero menos escabrosos.
La edición princeps se publicó en Roma en 1470. Entre las muchas ediciones posteriores, cabe destacar la del filólogo holandés Pieter Schryver (Scriverius), publicada en Leiden en 1618-1619, que contiene notas y comentarios de muchos humanistas, la minuciosa edición crítica de Friedrich Wilhelm Schneidewin (1842), Ludwig Friedländer 's edition (1886) por la calidad de su comentario, WM Lindsay's edition (Oxford, Clarendon Press, 1902).

## Temas tratados
Los temas que encontramos en los Epigramas se unen a menudo a los de la sátira, pero el tratamiento es diferente. : la forma abreviada obliga a concentrar la agudeza y la trascendencia moral está ausente o discreta.
Roma, la ciudad y sus habitantes, están en el centro de su inspiración. Marcial se apoya en su experiencia, en lo que vive y en lo que ve. Nos describe su pobre hogar — una habitación en el tercer piso de un edificio — y su barrio, popular y ruidoso, bastante alejado del centro, sobre el Quirinal, Ad Pirum.

### Conceptos literarios. El autor y sus libros.
Un número significativo de epigramas giran en torno a cuestiones literarias, especialmente la concepción marcial del género epigramático, o describen la relación entre el autor y sus libros o entre el autor y su audiencia.
Marcial a menudo se refiere a sus libros. Así lo hace, por ejemplo, al comienzo del Libro III, donde, en tres epigramas, desafía su libro. Le aconseja buscar un buen protector, si no quiere acabar envuelto en papel de regalo. También se dirige al lector, le dice dónde puede comprar su libro ya qué precio, presenta su contenido y su apariencia externa.

## Transcendencia
Marcial tuvo sucesores en la literatura latina antigua, principalmente Ausone (Epigrammata de diuersis rebus) y Claudian; pero las piezas cortas de este último, en coplas elegíacas, son más virtuosismo descriptivo que la inspiración cáustica de Marcial Continúa siendo leído y es citado en la Histoire Auguste, en Sidoine Apollinaire y varios gramáticos. En la Edad Media todavía se leía, como atestiguan los numerosos manuscritos que nos han transmitido su obra y el Florilegium Gallicum (mediados del siglo XII), que ofrece una selección de sus epigramas.
Los epigramas de Marcial tuvieron una influencia importante en Europa entre los siglos XV y XVIII y fueron imitados a menudo, inicialmente principalmente en latín, luego en las lenguas nacionales. Clément Marot introdujo el epigrama en la literatura en lengua francesa e imitó varias de las obras del poeta latino. Las adaptaciones se multiplicaron en los siglos XVII y XVIII, como las del duque de Montausier.
A partir del siglo XIX, Marcial fue menos apreciado: primero, su obscenidad perturba ; más tarde, es la forma poética del epigrama la que ya no se aprecia, con la excepción de algunos poetas raros como Jean Richepin.
En 1920, los epigramas de Marcial fueron parodiados por Georges Fourest en sus Doce epigramas de agradables imitaciones de PV Marcial, caballero romano, por un humanista jocoso. Las parodias de Fourest fueron reeditadas en 2017, seguidas de las nuevas Ten Epigrams no menos animadas que las anteriores. Finalmente, los epigramas de Marcial están resumidos en "lenguaje boloss" por el Boloss des Belles Lettres en el libro publicado en 2016 por la editorial "Budé".